# Петрухина, Александра Юрьевна
Алекса́ндра Ю́рьевна Петру́хина (2 июня 1985, Узловая, Тульская область) — российская журналистка, блогер, ресторанный обозреватель.

## Биография
Родилась 2 июня 1985 года в городе Узловая Тульской области. В 1989 году вместе с родителями переехала в село Льва Толстого (Дзержинский район Калужской области).
Окончила Калужский филиал МГЭИ. На четвёртом курсе института была приглашена на работу в глянцевый журнал «Золотой квадрат».
Работала во всех крупнейших печатных и интернет-изданиях региона — «Калужский перекрёсток», «Калуга 24», «Знамя». Колумнист русскоязычного Cosmopolitan’а. Постоянный автор женского журнала «Домашний очаг», где специализируется на биографиях известных людей. С 2017 года работала обозревателем информационного агентства «Калужские новости».
Пишет художественную прозу (публиковалась в альманахе «Зерно»).

## Награды
Лауреат премий Уполномоченного по правам человека и ЗакСобрания Калужской области, «Блогер года Калужской области» 2013 и 2014.

## Личная жизнь
Не замужем. Детей нет. Придерживается нейтральных политических взглядов.

### Яжемать
Широкий общественный резонанс вызвала статья Петрухиной «Яжемать. Истерика самовыражения», опубликованная в популярном журнале «Сноб» в январе 2016 года. В ней автор выразила свой негативный взгляд на современное материнство и инфантилизацию родительства, где публичная сторона быть мамой для многих стала намного важнее воспитания и любви к своим детям. В частности Татьяна Толстая назвала текст отвратительным:

Подбоженок такой. «Чужие тети хотят съесть своё пирожное наедине с любимым» — а нехорошие мамы показывают свою грудь всему ресторану, а это «неприятно». Выньте пирожное изо рта и спросите «любимого», ему-то, может быть, как раз приятно.— Комментарий к статье на snob.ru